# Will Holford
William Holford (1862–1907) là một cầu thủ bóng đá người Anh thi đấu cho Stoke.

## Sự nghiệp
Holford sinh ra ở Stoke-upon-Trent và từng thi đấu cho Boothen Victoria trước khi gia nhập đội bóng địa phương Stoke năm 1886. Ông ra sân 4 trận ở Cúp FA trong 3 mùa giải với câu lạc bộ nhưng được Harry Lockett nhắm cho đội hình ở Football League và ông rời câu lạc bộ năm 1889.

## Thống kê sự nghiệp
| Câu lạc bộ          | Mùa giải            | Giải vô địch        | Giải vô địch | Giải vô địch | Cúp FA  | Cúp FA    | Tổng    | Tổng      |
| Câu lạc bộ          | Mùa giải            | Hạng đấu            | Số trận      | Bàn thắng    | Số trận | Bàn thắng | Số trận | Bàn thắng |
| ------------------- | ------------------- | ------------------- | ------------ | ------------ | ------- | --------- | ------- | --------- |
| Stoke               | 1886–87             | —                   | –            | –            | 1       | 0         | 1       | 0         |
| Stoke               | 1887–88             | —                   | –            | –            | 2       | 0         | 2       | 0         |
| Stoke               | 1888–89             | The Football League | 0            | 0            | 1       | 0         | 1       | 0         |
| Tổng cộng sự nghiệp | Tổng cộng sự nghiệp | Tổng cộng sự nghiệp | 0            | 0            | 4       | 0         | 4       | 0         |